# Кампорези, Франческо
 Франческо, или Франц Иванович, Кампорези (итал. Francesco Camporesi, 1747, Болонья — 1831, Москва) — итальянский архитектор и гравёр, работавший в России. Представитель большой художественной семьи. Считается строителем Москвы, но его московские постройки почти не сохранились, и он более известен своими ведутами, отражающими облик Москвы до пожара 1812 года.

## Биография
Франческо был сыном каменщика Джован Баттиста из Болоньи. О его обучении мы ничего не знаем, но известно, что 11 марта 1782 года он был избран почётным академиком (accademico d’onore) Академии Клементина (раннее название знаменитой Болонской академии художеств). В тот день он собирался уехать в Россию, поскольку в Италии в конце XVIII века было трудно найти достаточное количество заказов.
В 1782 Кампорези поступил на службу в Санкт-Петербурге.
В Санкт-Петербурге Франческо Кампорези участвовал в строительстве конюшен на Екатерининском канале, но, вероятно, неудачно, поскольку в 1783 году по велению Екатерины II был вызван в Москву, поступил в Экспедицию Кремлёвского строения. В 1789 году заменил К. И. Бланка в должности дворцового архитектора. В 1796 году получил звание архитектора, в 1797 году — коллежского регистратора.
Участвовал в возведении большого Екатерининского дворца, бывшей усадьбы Ф. А. Головина в Лефортово. Дворец в стиле русского классицизма с 1778 года строили по проекту К. И. Бланка, в 1782—1783 годах под руководством архитектора Джакомо Кваренги, отделкой интерьеров и декоративной лепниной занимался Франческо Кампорези. Строительство Екатерининского дворца продолжалось до 1796 года.
Дворец неоднократно перестраивали и изначальная внутренняя отделка не сохранилась. По утверждению Ло Гатто Кампорези был главным архитектором во второй фазе работ после Бланка, но другие исследователи не разделяют этого мнения либо вообще не упоминают имя Кампорези.
После 1797 года Кампорези не работал при императорском дворе, но был занят на строительстве дворянских усадеб, прежде всего подмосковных дворцов в имении графов Шереметевых Останкино и усадьбы Апраксиных в Ольгово. Проекты дворца и театра в Останкине разрабатывали Дж. Кваренги, И. Е. Старов, В. Бренна, но граф Шереметев решил использовать один из проектов Кампорези. Открытие театра состоялось в июле 1795 года, отделка интерьеров завершилась к 1798 году. Реализацией проекта занимались крепостные зодчие Шереметева — Павел Аргунов, Григорий Дикушин и Алексей Миронов. Рисунки многих орнаментальных деталей также сделаны рукой Кампорези.
Работал также для Волконских, Лобановых-Ростовских, Яньковых. В 1800—1810-х годах преподавал в Архитекторской школе при Экспедиции Кремлёвского строения. В 1806 возводил Триумфальные ворота на Тверской улице по проекту Дж. Кваренги. В 1808 году приглашен для участия в конкурсе по установке скульптурного изображения Екатерины II в доме Благородного собрания в Москве.
Многие постройки Кампорези в Москве, как, например, павильон Ротонда на Тверской улице (1806), не сохранились. В 1809 году Франческо Кампорези подал прошение об освобождении от казённой службы, на которой он находился более двадцати лет. После взятия Москвы французами в 1812 году, дальнейших разрушений и пожаров, большая часть построек в Москве погибла. В 1814—1816 годах Франческо Кампорези участвовал в восстановлении послепожарной Москвы. В 1816 году был приглашен к участию в конкурсе проектов по восстановлению Петровского театра. В 1828—1830 годах Кампорези принимал участие в обсуждениях проекта строительства церкви на Воробьевых горах (будущего храма Христа Спасителя) в Москве.
Несмотря на то, что Кампорези не был выдающимся архитектором, его работы отмечены характерными чертами раннего московского классицизма. Как и многие архитекторы того времени, он был неплохим рисовальщиком. Его архитектурные ведуты, сделанные акварелью и рисунком пером, не имеют большой художественной ценности, но интересны своей документальностью. Кампорези приписывают панорамное изображение Москвы 1808 года и четыре офорта с видами Кремля и московских церквей (1791).
Франческо Кампорези скончался в Москве в 1831 году. Похоронен на Введенском кладбище в Лефортово в Москве.

## Основные работы
- Участие в строительстве Екатерининского дворца, в Лефортово. 1783—1796
- Дом Лобанова-Ростовского в Москве (Мясницкая улица, дом 43). 1790-е гг.
- Церковь Вознесения в имении графа С. С. Апраксина Перемилово. 1792—1801
- Главный зал и общий план усадьбы графа С. С. Апраксина в Ольгово под Яхромой. 1790-е годы
- Усадьба Апраксиных в Ольгово. 1790-е гг.
- Перестройка дома графа Орлова-Денисова, бывшего дома графа Ростопчина (Большая Лубянка, дом 14)
- Ротонда на Тверской улице для панорамы Парижа. 1806
- Дворец в имении графов Шереметевых Останкино. Общий проект (?), декоративные элементы, проект Tеатрального зала
- Церковь Покрова Пресвятой Богородицы в усадьбе Андреевское графини Орловой под Яхромой. 1803—1821

- Панорама Кремля. 1780-е годы. Акварель
- Вознесенская церковь в селе Перемилово
- Покровская церковь в селе Андреевском
- Вид въезда в Москву со стороны Владимирской (Рогожской) заставы. Цветная акватинта по акварели Кампорези. 1813
- Дом Лобанова-Ростовского в Москве. 1790-е годы